# Église Saint-André de Louzac-Saint-André
Pour les articles homonymes, voir église Saint-André.
L’église Saint-André est l'église paroissiale du bourg de Saint-André, commune associée de Louzac-Saint-André, dans le département français de la Charente. Après avoir appartenu à l'ancien diocèse de Saintes elle appartient au diocèse d’Angoulême.

## Histoire
Le lieu, sur un promontoire dominant le Ris-Bellot, un affluent de l'Antenne était proche de la voie romaine Saintes-Lyon dite Chemin des Romains ou Chemin chaussé.
L'église  Saint-André faisait partie d'un important prieuré qui a existé jusqu'à la Révolution.
L'église aurait été restaurée en 1784, puis en 1885 et dernièrement entre 2001 et 2003,.

## Architecture
C'est une église romane à un vaisseau, à nef voûtée en berceau brisé et chœur voûté en plein-cintre. Le chevet est adjacent aux bâtiments de l'ancien prieuré, devenu un temps l'école.
Le clocher, plus récent que le reste de l'édifice est contre le mur latéral sud.
La façade occidentale, datant du XIIe siècle fait l’objet d’une inscription au titre des monuments historiques depuis le 5 décembre 1991. Elle comporte un portail, une fenêtre et une corniche avec des modillons sculptés. Lors de la rénovation de 2002 ce sont les visages du maire de Louzac et du maire adjoint de Saint-André qui ont servi de modèles.

## Mobilier
La cloche daterait du XIIe siècle
Le retable en bois tourné mouluré date du XIXe siècle. Les tableaux sont de la même époque.